# Портрет мисс Хетти и Мэри Моррис
Портрет мисс Хетти и Мэри Моррис (англ. A portrait of Miss Hetty and Miss Maria Morris) — картина американского художника Гилберта Чарльза Стюарта (англ. Gilbert Charles Stuart, 1755—1828). Является первым произведением американской станковой живописи, изображающим игру в шахматы.

## История картины
Картина написана Гилбертом Стюартом в Филадельфии в 1795 году. Художник находился в это время на вершине своей славы. Именно в 1795 году он переехал в пригород Филадельфии, где открыл мастерскую. Стюарт в это время выполнил несколько портретов Джорджа Вашингтона, в том числе самый знаменитый, хотя и неоконченный «The Athenaeum». Позже этот портрет был использован для создания портрета Вашингтона на долларовой купюре. При своей жизни Стюарт снял с него 130 копий для продажи.
Техника — масло, холст. Размер — 94 на 127 сантиметров. Картина хранится в частном собрании (семья Моррисов, Уэст-Честер, штат Пенсильвания).
Картина была сфотографирована для Frick Library Ira W. Martin в 1922 году. Задача поставленная Frick Library была сделать фотографии всех значительных произведений раннего американского искусства для издания каталога, независимо от их места хранения. Участник экспедиции для обнаружения этой картины, которая была поставлена как одна из важнейших целей, так рассказывает о её поисках:

«Госпожа Ли, мисс Фрик и господин Парк прибыли в этот день довольно поздно из-за дождя и тяжелой дороги. Они зарегистрировались в гостинице. Господин Парк спросил клерка: „Не живёт ли некая миссис Джон Маршалл где-то поблизости?“. „Прямо через улицу; вы можете увидеть дом прямо отсюда“, — был ответ. Не теряя ни минуты и не обращая внимания на позднее время, все трое покинули отель, перешли на другую сторону тротуара, поднялись по ступенькам крыльца и постучали в дверь, которую сразу же открыла высокая дама в накрахмаленном ситцевом платье. „Не живёт ли здесь миссис Джон Маршалл?“. „Я — миссис Маршалл“. Господин Парк продолжил беседу традиционной формулой, превратившейся в штамп: „Мы с поручением от Библиотеки искусства, которая заинтересована в получении фотографий ранних американских картин для использования студентами. Мы не пытаемся купить любые картины, но мы ищем картину Гилберта Стюарта, изображающую двух дочерей Роберта Морриса. У нас есть основания полагать, что она находится где-то в этом районе. Можете ли вы дать нам любую информацию о её местонахождении?“. Ответ дамы привёл всех в шок. „Вы пришли удивительно вовремя. Как вы узнали, где она находится? Я сама получила её только прошлой ночью!“».— Amy Lifson. All the Art. The Records Division at the Frick.
Выяснилось, что недавно пожар уничтожил дом потомка одной из сестёр, нарисованных на портрете, Хетти Моррис, где и хранилась картина. Портрет чудом уцелел.
В соответствии с записями представителей Frick Library со слов владельцев картины, из-за высказанных в адрес картины мелких замечаний заказчиками художник Гилбарт Стюарт в ярости разрезал её шпателем. Крупный специалист по творчеству Стюарта Лоуренс Парк считал, что эта версия серьёзного повреждения картины не более, чем семейное предание, а холст преднамеренно и аккуратно был когда-то разрезан, чтобы разделить его на два самостоятельных портрета. Предполагалось также, что это не окончательный вариант, а только эскиз для другой картины, которая так и не была осуществлена. По словам Роберта Морриса, после того, как картина была разрезана художником, два фрагмента её случайно (спустя длительное время) были найдены его дочерью, Джейн Стюарт, в служебной каморке. Она соединила куски вместе. Затем картина ушла к Джеймсу Маркхэму Маршаллу, мужу одной из сестёр, изображённых на ней. Во время пожара в доме Маршаллов холст был спасён и попал в дом их родственницы миссис Маршалл, которая имела туманные представления о его художественной ценности. Туда и явились на следующий день представители Frick Library.

## Особенности композиции картины
Этот двойной портрет представляет двух дочерей богатейшего американского бизнесмена Роберта Морриса и его жены Мэри Моррис — Хетти Моррис и её младшую сестру, Мэри. Мэри сидит слева, взгляд её карих глаз направлен на зрителя, она наклоняется вперед обеими локтями на стол, покрытый зелёным сукном, на котором находится шахматная доска с красными и белыми фигурами из слоновой кости. Её вьющиеся волосы красновато-коричневого цвета. Её левая рука осталась незавершенной художником. Хестер («Хетти») сидит в три четверти к зрителю в правой части холста, в кресле с круглой спинкой, обитой красным цветом с латунными гвоздями, её голубые глаза также направлены к зрителю. Она одета в белое платье с низким вырезом и белыми оборками, высоким поясом. Её каштановые волосы почти скрыты большой белой чалмой. Её руки, которые не показаны на картине, лежат на коленях, за её фигурой виднеется красный занавес. За ним открывается синее небо с белыми дымчатыми облаками, а за фигурой миссис Никсон помещается коричневая каменная колонна, показана только её нижняя часть.

## Персонажи, изображённые на картине
- Хестер «Хетти» Маршалл, урождённая Моррис[4]. Cупруга с 9 апреля 1795 года Джеймса Маркхэма Маршалла[англ.] (1764—1848, он был адвокатом, дипломатом и федеральным судьёй в окружном суде округа Колумбия, был утвержден на эту должность Сенатом США 3 марта 1801 года, покинул эту должность 16 ноября 1803 года, младший брат Главного судьи Верховного суда Джона Маршалла[5]). Родилась 30 июля 1774 года, дочь единственного суперинтенданта финансов в истории США, занимавшего данный пост в 1781—1784 годах, Роберта Морриса Младшего, получившего прозвище «Финансист революции», и Мэри (Уайт) Моррис. Умерла 13 апреля 1817 года[6].
- Мэри Моррис Никсон. Родилась 24 апреля 1779 года. Дочь Роберта Морриса Младшего и Мэри (Уайт) Моррис. Жена Генри Никсона, сына полковника Джона Никсона (1776—1840) с 4 марта 1802 года. Дата смерти — 10 сентября 1852 года[7].